# Purple (minialbum)
Purple – piąty minialbum południowokoreańskiej grupy Mamamoo, wydany 22 czerwca 2017 roku przez wytwórnię RBW. Ukazał się w dwóch edycjach „Purple” i „Mint”. Głównym singlem z płyty jest „Yes I am” (oryg. 나로 말할 것 같으면 (Yes I am)). Sprzedał się w nakładzie 55 589 egzemplarzy w Korei Południowej (stan na grudzień 2017).

## Lista utworów
| CD | CD                                                                             | CD                                  | CD                        | CD                        | CD      |
| Nr | Tytuł utworu                                                                   | Tekst                               | Kompozycja                | Aranżacja                 | Długość |
| -- | ------------------------------------------------------------------------------ | ----------------------------------- | ------------------------- | ------------------------- | ------- |
| 1. | „Naro Malhal Geot Gateumyeon (Yes I am)” (kor. 나로 말할 것 같으면 (Yes I am)) | Kim Do-hoon, Solar, Moonbyul, Hwasa | Kim Do-hoon               | Kim Do-hoon               | 3:32    |
| 2. | „Finally”                                                                      | Cosmic Sound, Cosmic Girl, Moonbyul | Cosmic Sound, Cosmic Girl | Cosmic Sound, Cosmic Girl | 3:09    |
| 3. | „Guchahae” (kor. 구차해, ang. Love & Hate) (wyk. Moonbyul))                    | Moonbyul, Park Woo-sang             | Park Woo-sang             | Park Woo-sang             | 3:13    |
| 4. | „Ajaegaegeu” (kor. 아재개그) (narr. Kim Dae-hee & Kim Joon-ho)                 | Kim Do-hoon, Solar, Moonbyul, Hwasa | Kim Do-hoon, Solar, Hwasa | Kim Do-hoon               | 3:31    |
| 5. | „Darada” (kor. 다라다) (wyk. Wheein, Jeff Bernat, B.O.)                        | B.O.                                | Firebird, B.O.            | Firebird                  | 3:57    |

## Notowania
| Lista                       | Pozycja |
| --------------------------- | ------- |
| Gaon Weekly Album Chart     | 2       |
| US World Albums (Billboard) | 1       |
| Five Music (Tajwan)         | 3       |